# Zachary Svajda
Zachary Svajda (* 29. November 2002 in La Jolla, San Diego, Kalifornien) ist ein US-amerikanischer Tennisspieler.

## Karriere
Zachary Svajda bekommt von seinem Vater Tom Hausunterricht und wird von selbigem auch trainiert. Svajda ist ein Blue-Chip-Recruit und der am besten bewertete Spieler seines Jahrgangs, d. h., er ist von Hochschulen heiß umworben.
Er tritt sowohl bei Turnieren der Junior Tour als auch bei solchen der Profis an. Bei seinem einzigen Grand-Slam-Turnier der Junioren bei den US Open 2019 im Einzel verlor er gegen den späteren Sieger Jonáš Forejtek in der ersten Runde. In der Junior-Rangliste kam er bis auf Platz 246. Durch den Sieg bei den USTA Boys’ 18s national championships, den Meisterschaften der unter 18-Jährigen gewann er mit 16 Jahren eine Wildcard für das Hauptfeld der US Open 2019 im Einzel als jüngster Spieler seit Donald Young 2005. Dort verlor er nach Krämpfen am ganzen Körper sein Match in fünf Sätzen gegen den Italiener Paolo Lorenzi. Trotz der Niederlage bekam der US-Amerikaner Aufmerksamkeit und gilt als aussichtsreiches Talent für die Zukunft. In Fairfield kam er später im Jahr noch zu seinem ersten Sieg bei einem Challenger-Turnier.
2021 konnte er seinen Sieg bei den USTA Boys’ 18s national championships wiederholen, was ihm erneut eine Wildcard bei den US Open einbrachte. Dieses Mal konnte er sein Erstrundenspiel gegen Marco Cecchinato gewinnen und schied erst in der zweiten Runde gegen Jannik Sinner aus.

## Persönliches
Zachary Savjda wurde als Sohn von Tom und Anita Savjda geboren. Er hat zwei Brüder, Todd und Trevor. Letzterer ist wie er Tennisspieler.

## Erfolge
| Legende (Anzahl der Siege) |
| Grand Slam                 |
| ATP Finals                 |
| ATP Tour Masters 1000      |
| ATP Tour 500               |
| ATP Tour 250               |
| ATP Challenger Tour (6)    |

### Einzel

#### Turniersiege
| Nr. | Datum              | Turnier     | Belag     | Finalgegner         | Ergebnis       |
| --- | ------------------ | ----------- | --------- | ------------------- | -------------- |
| 1.  | 9. Oktober 2022    | Tiburon (1) | Hartplatz | Ben Shelton         | 2:6, 6:2, 6:4  |
| 2.  | 17. September 2023 | Cary        | Hartplatz | Rinky Hijikata      | 7:63, 4:6, 6:1 |
| 3.  | 8. Oktober 2023    | Tiburon (2) | Hartplatz | Adam Walton         | 6:2, 6:2       |
| 4.  | 15. Oktober 2023   | Fairfield   | Hartplatz | Nishesh Basavareddy | 6:4, 6:1       |
| 5.  | 13. Juli 2025      | Newport     | Rasen     | Adrian Mannarino    | 7:5, 6:3       |
| 6.  | 3. August 2025     | Lexington   | Hartplatz | Bernard Tomic       | 2:6, 6:3, 6:2  |